# Баланово
Баланово е село в Западна България. То се намира в община Дупница, област Кюстендил.

## История

### Родени в Баланово
- Д-р Богомил Пепелджийски (1939 – 2019)
- Величко Хаджиангелов (1827 – 1912), Кмет на Дупница
- Борислав Кьосев (р. 1961), волейболист
- Любомир Агонцев, волейболист

## Население
Численост и дял на етническите групи според преброяването на населението през 2011 г.:
|                     | Численост | Дял (в %) |
| Общо                | 363       | 100,00    |
| Българи             | 354       | 97,52     |
| Турци               | 0         | 0,00      |
| Цигани              | 0         | 0,00      |
| Други               | 0         | 0,00      |
| Не се самоопределят | 0         | 0,00      |
| Неотговорили        | 8         | 2,20      |

## Културни и природни забележителности
- Паметник на загиналите воини в Отечествената война.
- Църква „Св. Николай“, строена през 1840-те години

## Галерия
- Църквата „Св Николай“
- Недействащото селско училище
- Камбанарията на селото
- Камбаната на църквата в с. Баланово